# Anastásia de Montenegro
Anastásia Petrović-Njegoš de Montenegro (Cetinje, 4 de janeiro de 1868 – Antibes, 15 de novembro de 1935) foi uma princesa de Montenegro como filha do rei Nicolau I do Montenegro e da sua esposa Milena Vukotić.

## Primeiros anos

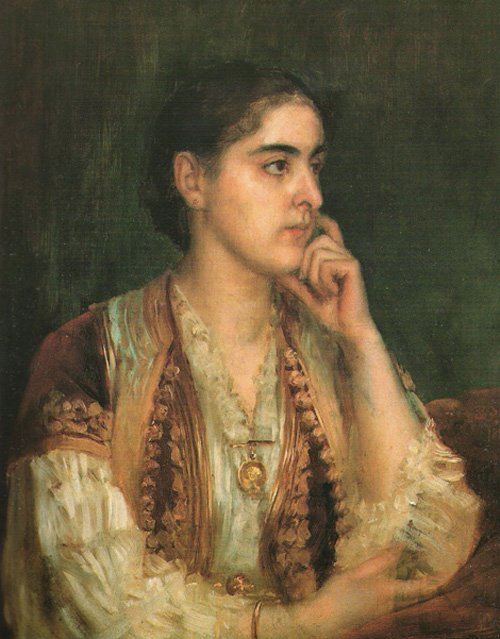
Anastásia

Nascida no dia 4 de janeiro de 1868 em Cetinje, então capital do Principado do Montenegro, Anastásia era filha do príncipe Nicolau de Petrović-Njegoš e de Milena Vukotić, filha de um governador local. Em 1910, Nicolau se torna o primeiro rei de Montenegro.
Conhecida como "Stana" entre os familiares, Anastásia, juntamente com as irmãs Milica, Maria e Helena, foi educada no Instituto Smolny, em São Petersburgo - sua educação foi financiada pela família imperial russa.

## Primeiro casamento

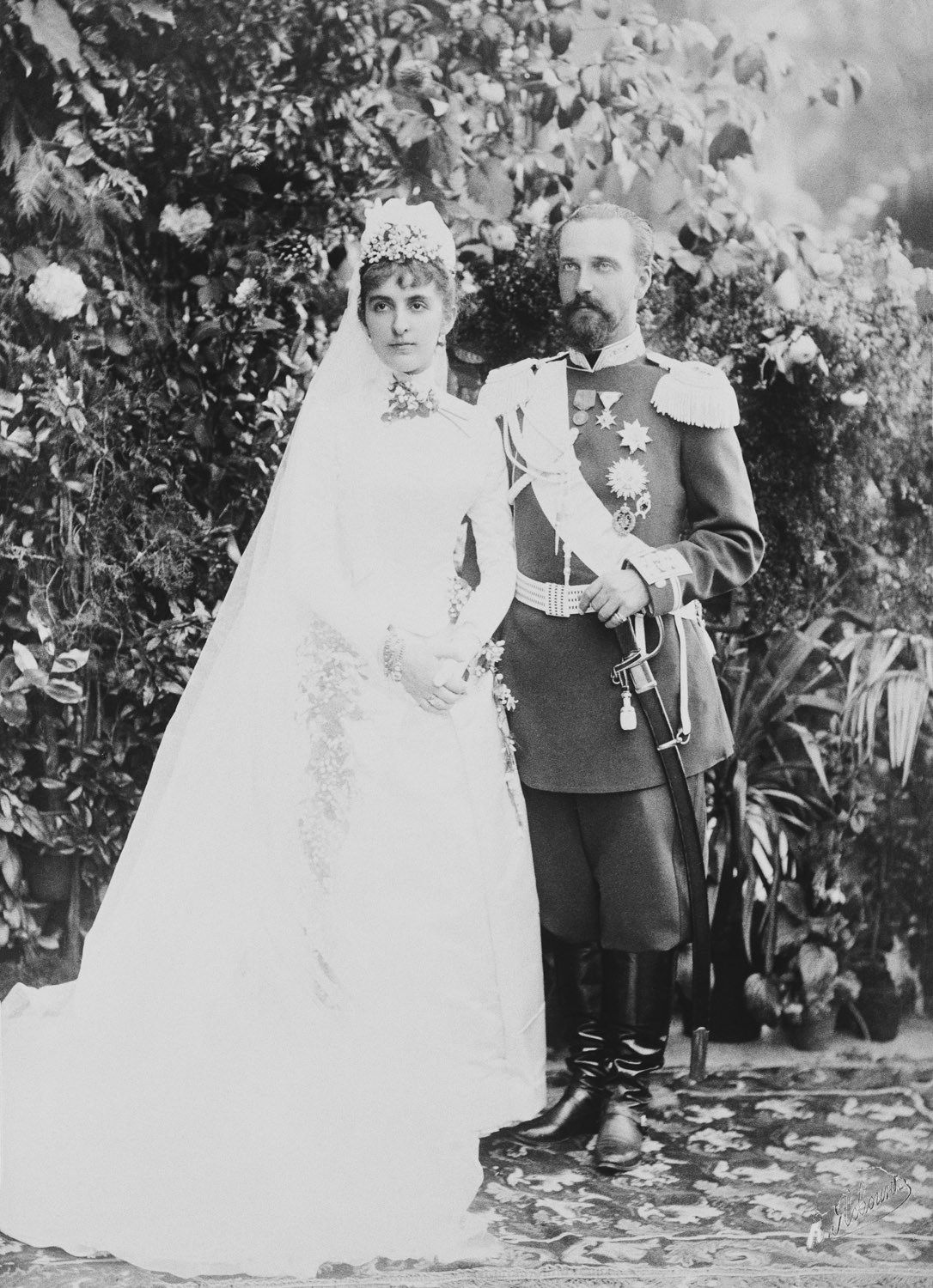
Anastásia e seu primeiro marido, Jorge, em seu casamento.

Em 28 de agosto de 1889, no Palácio Imperial de Peterhof, Anastásia casou-se com o príncipe Jorge Maximilianovich, sexto Duque de Leuchtenberg. O seu marido previamente foi casado com a princesa Teresa Petrovna de Oldemburgo, falecida em 1883, com quem teve um filho, Alexandre.
O casal teve um casamento infeliz. As relações entre os cônjuges eram distantes e frias. O duque passava a maior parte de seu tempo na França, deixando a jovem esposa sozinha. O casal teve dois filhos:
- Sérgio Georgievich, 8.º Duque de Leuchtenberg (4 de julho de 1890 – 7 de janeiro de 1974), sucessor do meio-irmão. Não se casou e nem teve filhos;
- Helena Georgievna (3 de janeiro de 1892 – 6 de feveiro de 1971), princesa Romanovskaya. Foi esposa do conde polaco, Estevão Tyszkiewicz, com quem teve uma filha, Natália.

## Segundo casamento
Anastásia conheceu seu segundo marido, Nicolau Nikolaevich da Rússia, quando ainda estava casado com Jorge. Nicolau era cunhado de Anastásia, sendo irmão mais velho de Pedro Nikolaevich da Rússia, marido de Milica, irmã de Anastásia. O divórcio entre Anastásia e Jorge foi firmado em 28 de novembro de 1906.
Divorciada, no dia 12 de maio de 1907 em Ialta, Anastásia casou-se com Nicolau, numa cerimônia íntima e com poucos convidados.
Apesar do divórcio ser estreitamente percebido como negativo pela família Romanov, na corte, muitos simpatizavam com Anastásia. O casal imperial, Nicolau II e Alexandra Feodorovna trataram-a cordialmente.

## Ativismo político e social
Anastásia foi distinguida por sua atividade política especial, como observou a comitiva de Nicolau Nikolayevich, seu casamento teve um efeito positivo no caráter irrestrito do Grão-Duque, "o tornou mais atencioso em seu papel - o papel do mais velho de todos os parentes do rei". As irmãs foram creditadas com alguma influência misteriosa na natureza e direção da política externa russa, e acreditava-se que alimentavam os pensamentos ambiciosos de seus maridos.
Anastásia e Milica eram muito próximos da família de Nicolau II. Eles conseguiram ganhar a confiança de Alexandra Feodorovna. Os contemporâneos acreditavam que a jovem imperatriz, solitária e friamente aceita pela corte russa, carecia muito de participação amigável, e os montenegrinos, aproveitando-se disso, rapidamente encontraram o caminho para o coração dela. Sua reputação estava longe de ser ideal - as irmãs eram apaixonadas pelo misticismo e pelas ciências ocultas e, em geral, não eram indiferentes às atividades de todos os tipos de "anciões", "curandeiros" e charlatães. Grão-Duque Alexandre Mikhailovich escreveu: Supersticiosas, simplórias, facilmente excitáveis, essas duas princesas montenegrinas eram presas fáceis para todos os tipos de aventureiros visitantes... Em suas conversas eram completamente irresponsáveis.

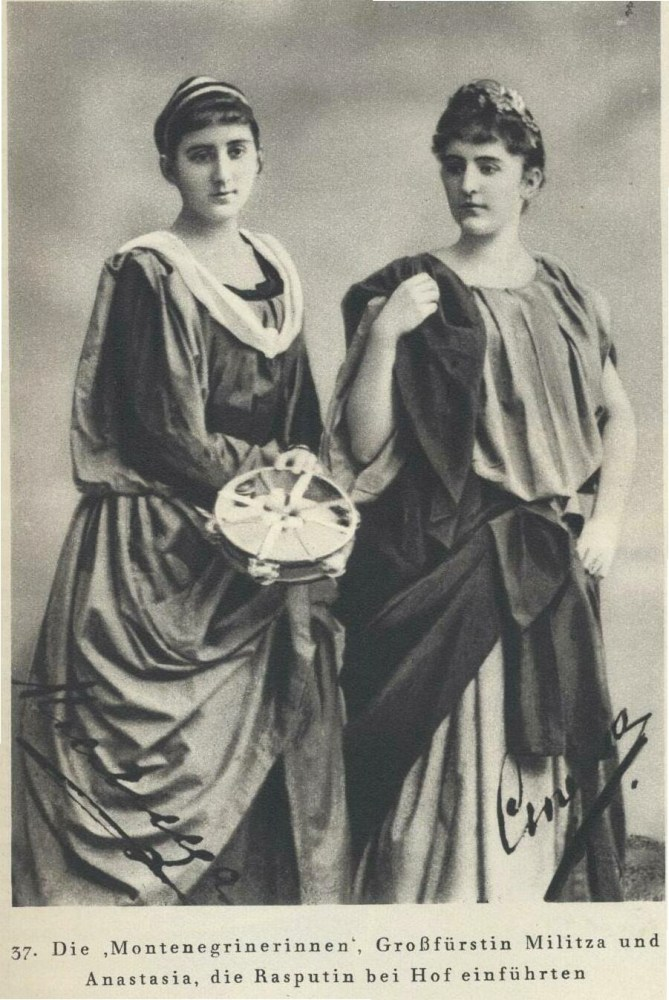
Anastásia (direita) e sua irmã Milica c. 1900.

Foram as irmãs montenegrinas que primeiro apresentaram a família imperial a Grigory Rasputin. Isso é evidenciado por uma entrada no diário de Nicolau II de 1 de novembro de 1905:
| «1 de Novembro. Terça-feira. Café da manhã: livro. Orlov e Resina (Dej.). Caminhou. Às 4 horas fomos para Sergievka. Tomamos chá com Milica e Stana. Conhecemos um homem de Deus - Grigory da província de Tobolsk.» |

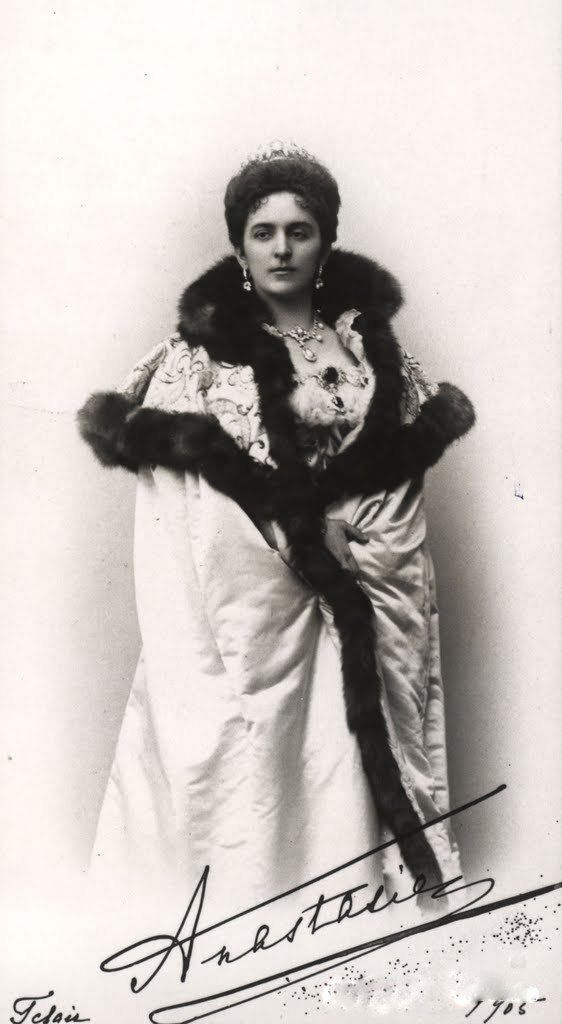
Anastásia em 1905.

Os mais altos dignitários do Império Russo não favoreceram as irmãs montenegrinas e ironicamente as chamavam de "Montenegrina Nº 1" e "Montenegrina Nº 2", ou mesmo "gralhas" e "aranhas montenegrinas". Serguei Witte deu-lhes uma descrição depreciativa:
| «Ó, essas montenegrinas, elas causaram problemas à Rússia... Para contar os truques sujos que elas fizeram, você precisa escrever uma história inteira; O povo russo não as lembrará bem em sua memória.» |

Witte também as criticou pelas altas somas de dinheiro que gastavam.
Entretanto, Anastásia também era conhecida por sua participação em atividades de caridade e sociais. Em particular, foi administradora, de 1897 a 1917, da "Escola de Pedro Georgievich Oldemburgo" (destinada a meninas de famílias pobres, que deveria dar-lhes uma educação geral e profissional).
Durante a Revolução de 1917, Anastásia, juntamente com seu marido e outros membros da família imperial, evacuaram para a Crimeia; levados para a Europa Ocidental em 1919 em um navio britânico. Por algum tempo eles permanecerem em Gênova, de graça e favor pelo rei Vítor Emanuel III da Itália, marido da irmã de Anastásia, Helena. Em seguida, eles se mudaram para Paris e depois para Antibes, onde Anastásia faleceria em 15 de novembro de 1935. Ela foi enterrada ao lado de seu marido na cripta da Igreja de São Miguel Arcanjo em Cannes.
Em 2015, os restos mortais de Anastásia e seu marido foram transferidos e enterrados na Capela da Transfiguração do Salvador, no Cemitério Militar Fraterno em Moscou.

## Nota
- Todas as datas estão de acordo com calendário gregoriano.